# ヴァンガード (ロケット)
| ヴァンガード ロケット                      | ヴァンガード ロケット | ヴァンガード ロケット |
| ------------------------------------------ | --------------------- | --------------------- |
| ヴァンガード3号の打ち上げ（1959年9月18日） |                       |                       |
| 段数                                       | 段数                  | 3                     |
| 1段目                                      | エンジン              | X-405 × 1             |
| 1段目                                      | 推力                  | 134.7 kN              |
| 1段目                                      | 燃焼時間              | 248 秒                |
| 1段目                                      | 比推力                | 270 秒                |
| 1段目                                      | 燃料                  | 液体酸素/ケロシン     |
| 2段目                                      | エンジン              | AJ10-118 × 1          |
| 2段目                                      | 推力                  | 33.8 kN               |
| 2段目                                      | 燃焼時間              | 115 秒                |
| 2段目                                      | 比推力                | 271 秒                |
| 2段目                                      | 燃料                  | 硝酸/ヒドラジン       |
| 3段目                                      | エンジン              | GCRC × 1              |
| 3段目                                      | 推力                  | 11.6 kN               |
| 3段目                                      | 燃焼時間              | 31 秒                 |
| 3段目                                      | 燃料                  | 固体燃料              |
| 3段目                                      | 比推力                | 236 秒                |
| 最初の打ち上げ成功                         | 最初の打ち上げ成功    | 1958年3月17日         |
| ペイロード                                 | ペイロード            | 1.36 kg - 22.7 kg     |

ヴァンガード (Vanguard) とは、アメリカ合衆国が開発した衛星打ち上げ用ロケット。アメリカ海軍が開発した初期のロケットで、アメリカ初の人工衛星打ち上げを試みた。しかし初回の打ち上げが失敗に終わったため、アメリカ陸軍弾道ミサイル局に先を越され、結果的にアメリカで2番目の人工衛星打ち上げ成功となった。

## 概要
1955年、アメリカ初の衛星打ち上げ用ロケットとして、空軍のSM-65アトラス、陸軍のSSM-A-14レッドストーンの派生型、海軍のRTV-N-12aヴァイキング観測ロケットを元にした3段式ロケットが提案された。この3つの案のうち、海軍案が選定されたことでヴァンガードロケットの開発が開始された。

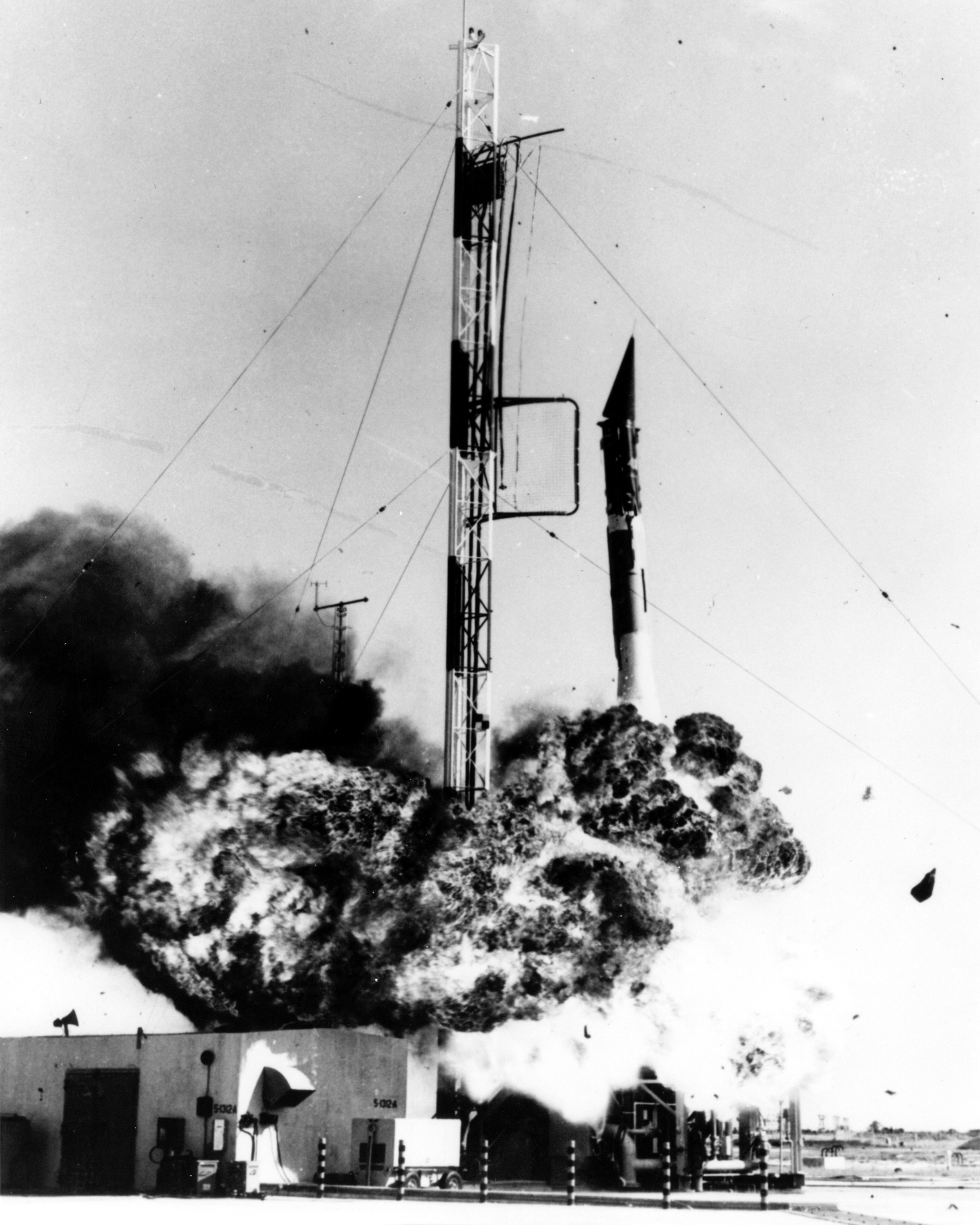
ヴァンガードロケットの爆発(1957年12月6日)

1957年10月4日にソビエト連邦のスプートニク1号が打ち上げられると、それに対抗するため、急遽"グレープフルーツ"と呼ばれる1.36kgの試験用衛星を搭載して打ち上げられることになった。結果、1957年12月6日のケープカナベラル空軍基地第18発射施設（LC-18)におけるヴァンガードTV3の打ち上げでは発射2秒後に爆発、アメリカの宇宙開発計画始まって以来の大失敗に終わった。この失敗によりアメリカ国内ではヒステリー状態に陥ったが、その一方で海外メディアでは茶化して報じられ、英国ではスプートハッタリニクやスプートガラクタニク、スプートポンコツニクなどと囃し立てられた。
1958年3月17日、3度目の衛星（ヴァンガード1号）打ち上げで遂に目標を達成したが、その頃には既にヴェルナー・フォン・ブラウンの指導によりアメリカ陸軍弾道ミサイル局のジュピターCがエクスプローラー1号打ち上げを達成しており、アメリカ初の座を逃すこととなった。
このヴァンガード1号は、ビーコン発信器と電池を積んでいるだけの試験衛星だが、世界で最初に太陽電池を搭載した人工衛星として知られている。直径は6.4インチ (16cm)、重さは3.5ポンド (1.6kg)。その信号は1964年に途絶えたが、先に打ち上げられたスプートニク1, 2号およびエクスプローラー1号が落下して久しい現在でも軌道上にある、最古の人工天体でもある。
翌1959年に打ち上げられたヴァンガード2号では直径20インチ (51cm)、重さ21ポンド (9.5kg) まで大きくなった。軌道上から雲の写真を記録・撮影する機能を搭載し、気象衛星の先駆けとなった。同年9月に打ち上げられたヴァンガード3号 (22.7kg) が最後の打ち上げとなった。結局、打ち上げられた11基中成功したのはわずか3基であった。しかし、これらの失敗から後の宇宙開発競争で役立つ有用な多くの知見が得られ、打ち上げの成功率は高まった。

## 打ち上げられた人工衛星
- ヴァンガードTV3 - 1957年12月6日、打ち上げ失敗
- ヴァンガードTV3バックアップ - 1958年2月5日、打ち上げ失敗
- ヴァンガード1号 - 1958年3月17日打ち上げ
- ヴァンガードTV5 - 1958年4月28日、打ち上げ失敗
- ヴァンガードSLV1 - 1958年5月27日、打ち上げ失敗
- ヴァンガードSLV2 - 1958年6月26日、打ち上げ失敗
- ヴァンガードSLV3 - 1958年9月26日、打ち上げ失敗
- ヴァンガード2号 - 1959年2月17日打ち上げ
- ヴァンガードSLV5 - 1959年4月13日、打ち上げ失敗
- ヴァンガードSLV6 - 1959年6月22日、打ち上げ失敗
- ヴァンガード3号 - 1959年9月18日打ち上げ